# Cosul
Cosul, sorbisch Kózłyⓘ, ist ein Ortsteil der Gemeinde Großpostwitz in Sachsen. Der Ort zählt zum offiziellen sorbischen Siedlungsgebiet in der Oberlausitz.

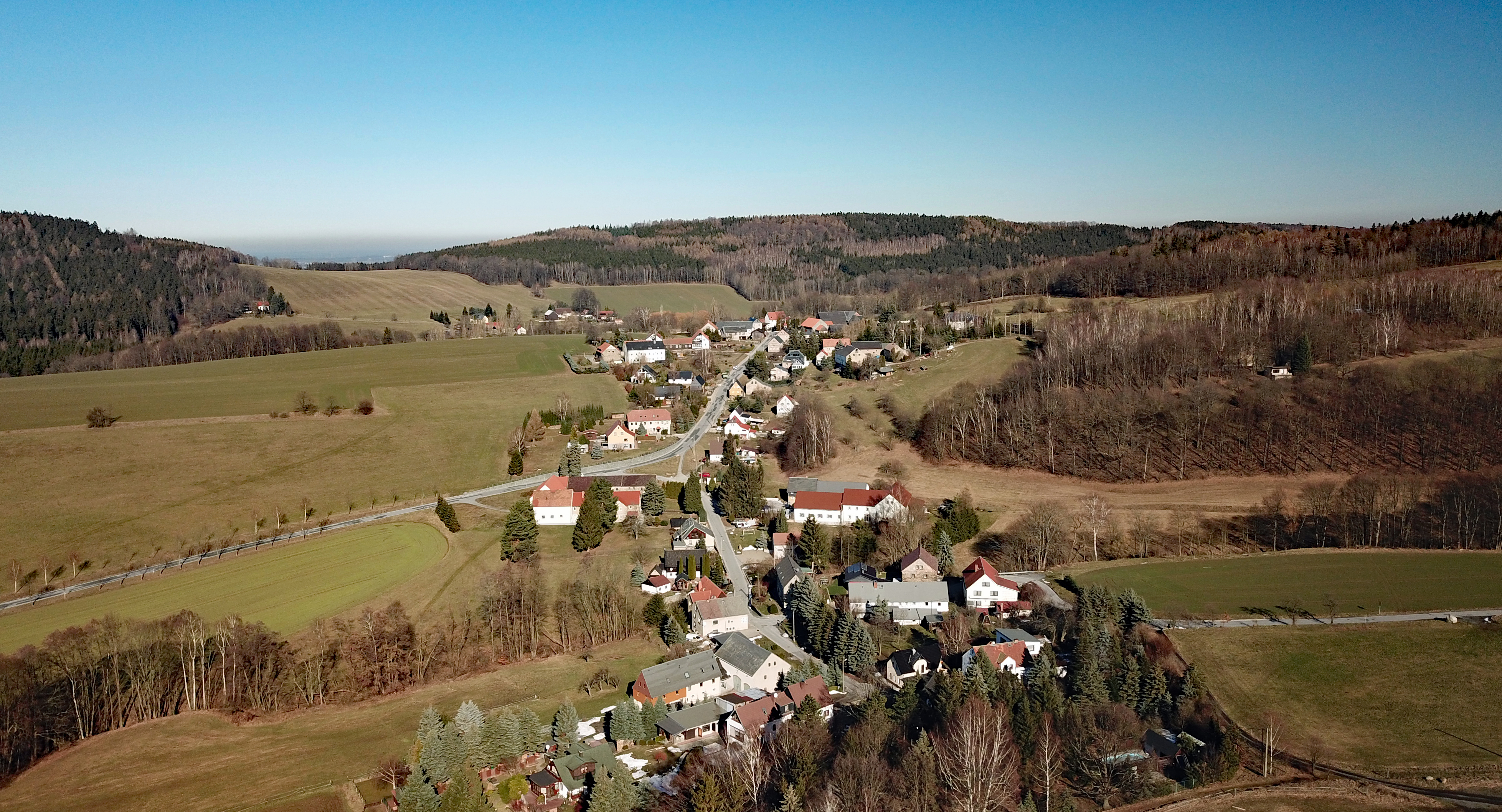
Luftbild

## Geographie
Das Waldhufendorf befindet sich südöstlich von Bautzen im Lausitzer Bergland. Cosul erstreckt sich in einer Südhanglage vom Tal des Cosuler Wassers bis auf den 334,1 m hohen Cosuler Berg. Überragt wird das Dorf im Nordosten vom 431,9 m hohen Drohmberg, im Norden von der 412,4 m hohen Schmoritz, im Osten vom 514 m hohen Hromadnik und im Südosten vom 402,2 m hohen Herrnsberg.

## Geschichte

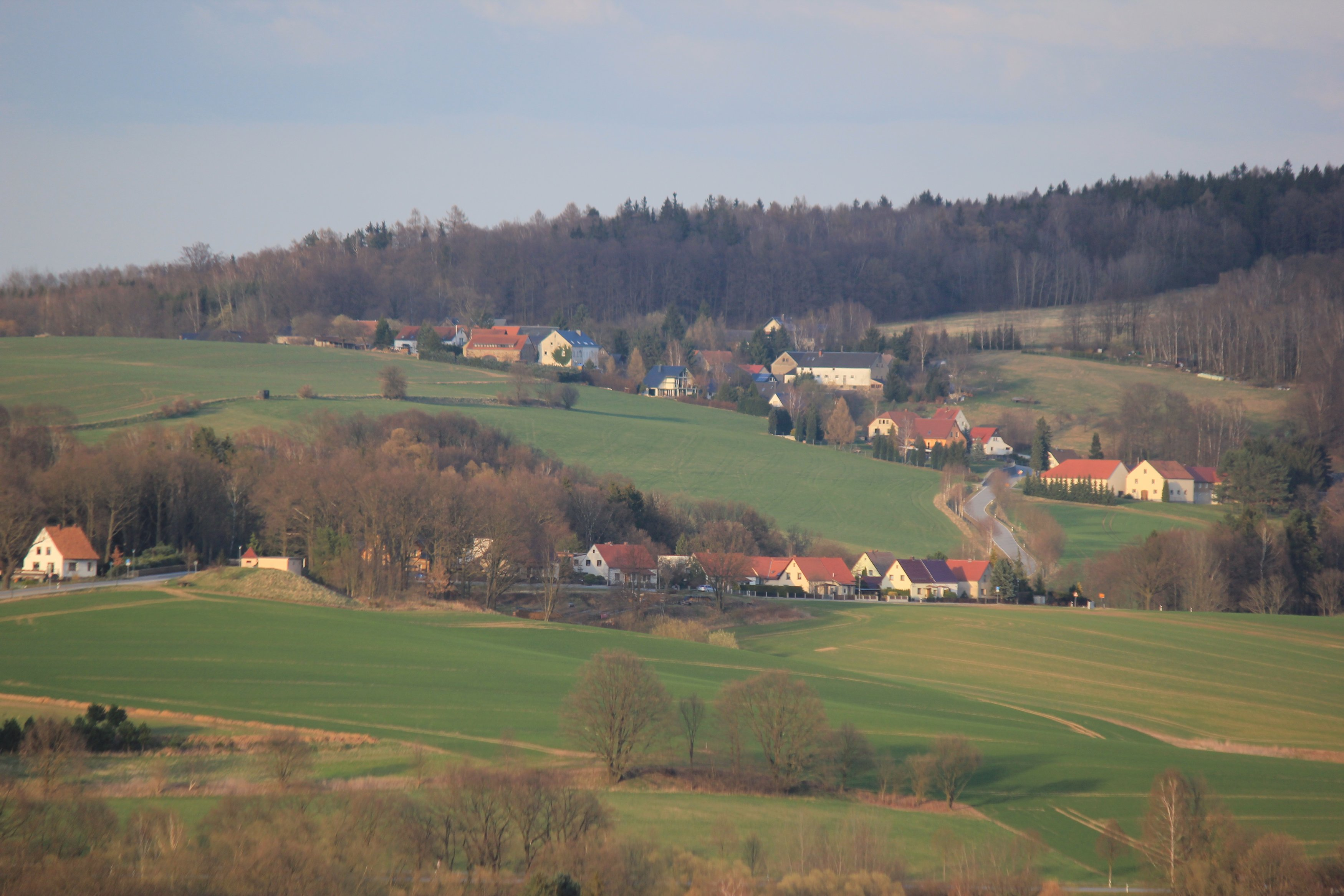
Blick auf Cosul von Südwesten

Die Ansiedlung ist wahrscheinlich eine slawische Gründung. Der Ortsname leitet sich vermutlich von „kosy“ (schräg bzw. schief) her, andere Deutungen gehen von „koza“ (Ziege) oder „kózlo“ (Zickel) aus. Möglicherweise lag der ursprüngliche Siedlungskern im Niederdorf am Bach, an den während der Kolonisationszeit das Oberdorf als Waldhufendorf angelegt worden ist.
1419 wurde der Ort „Coßelaw“ genannt, weitere spätere Schreibweisen waren unter anderem „Kosel“, „Cosel“ „Cosula im Gebirge“ und „Cosel im Gebirge“. 1526 verkaufte die Familie von Nadelwitz zusammen mit dem Gut Köblitz auch „Cosula“ an die Familie von Grisslau auf Crostau. Caspar und Peter von Grisslau mussten 1451 Teil ihrer Einnahmen aus Cosul wegen Schulden an das Bautzener Domkapitel verkaufen. 1547 kaufte Peter von Kopperitz auf Weigsdorf „Kosul“ und Köblitz von den Grisslau. Vermutlich handelte sich dabei nicht um das gesamte Dorf, sondern lediglich um einen Anteil. Am nördlichen Waldsaum des Herrnsberges befand sich ein Vorwerk des Rittergutes Weigsdorf, das gelegentlich als Freigut aufgeführt wurde. Ein weiterer Teil von Cosul gehörte 1552 zusammen mit dem Vorwerk Nadelwitz Melchior Rosenhayn. Der Bautzener Rat kaufte am 12. September 1588 von Christoff von Haugwitz auf Putzkau für 1300 Taler dessen Anteil an Cosul. Das Dorf war damit in einen Bautzener Ratsanteil, einen Domstiftsanteil und den Anteil der Landvogtei dreigeteilt. 1597 verkaufte der Bautzener Rat „Khosell“ für 1300 Taler an Johann Schonborn. Aus dem Bautzener Kaufbuch geht hervor, dass der Rat auch weiterhin einen Anteil an Cosul hielt; 1604 kauften sich Cosuler Ratsuntertanen von den Hofediensten frei. Der Ort unterlag ab dem 17. Jahrhundert dem Mühlzwang der Hainitzer Mühle.
Bei der Steuererhebung von 1748 waren aus „Cosula im Gebürge“ zwei Großbauern, zwei Halbhüfner, sieben Kleingärtner und sieben Kleinhäusler dem Rat, ein Großbauer und zwei Großgärtner dem Rentamt auf der Ortenburg sowie jeweils ein Halbhüfner und Großgärtner dem Domstift abgabenpflichtig. Im Jahr 1777 bestand das Dorf aus neun Besessenen, elf Gärtnern und zwölf Häuslern. Im Jahr 1783 waren noch alle Häuser von Cosul mit Stroh gedeckt. 1834 hatte das Dorf 110 Einwohner. Am 27. April 1838 brannten 20 Häuser nieder. In den seit der Mitte des 19. Jahrhunderts östlich von Cosul betriebenen Granodioritbrüchen verdienten sich die kleinen Landwirte des Ortes ein Zubrot. 1881 und 1902 kam es erneut zu Großbränden. 1936 wurde Cosul nach Großpostwitz eingemeindet.

## Bevölkerung
Für seine Statistik über die sorbische Bevölkerung in der Oberlausitz ermittelte Arnošt Muka in den achtziger Jahren des 19. Jahrhunderts eine Bevölkerungszahl von 175 Einwohnern; davon waren 146 Sorben (83 %) und 29 Deutsche. Cosul lag damals am südlichen Rand des geschlossenen sorbischen Sprachgebietes. Mittlerweile ist die sorbische Sprache im Ort weitgehend aus dem Alltag verschwunden.